# National Coal Mining Museum for England

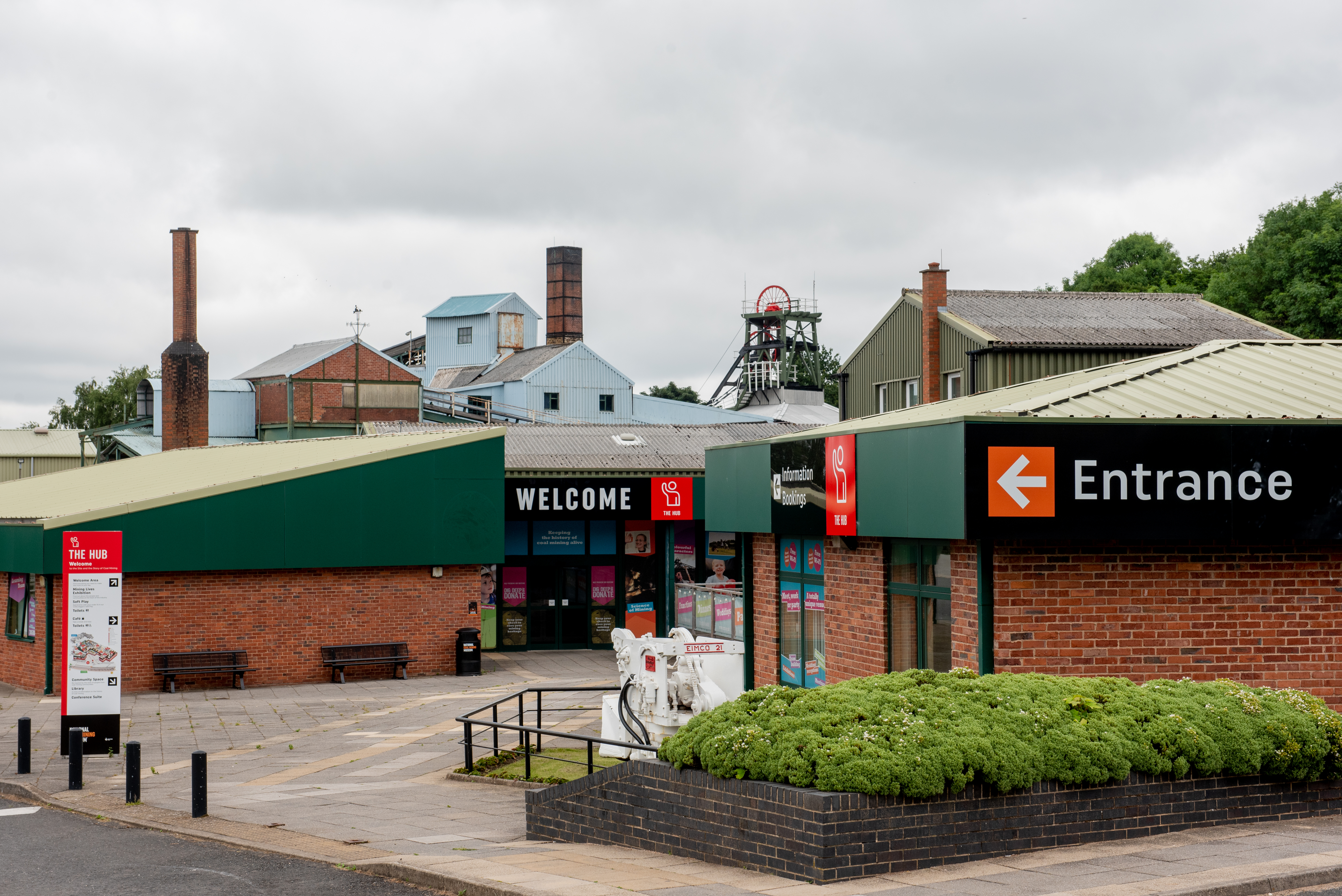

Het National Coal Mining Museum for England (tussen 1988 en 1995 Yorkshire Mining Museum) is een museum in de Engelse steenkoolmijn Caphouse Colliery in Overton, Wakefield, West Yorkshire. Het museum is een ankerpunt van de Europese Route voor Industrieel Erfgoed. Het omvat de Caphouse Colliery met mijngangen, bedrijfsgebouwen en schachtbokken.